# Theodor van der Eem

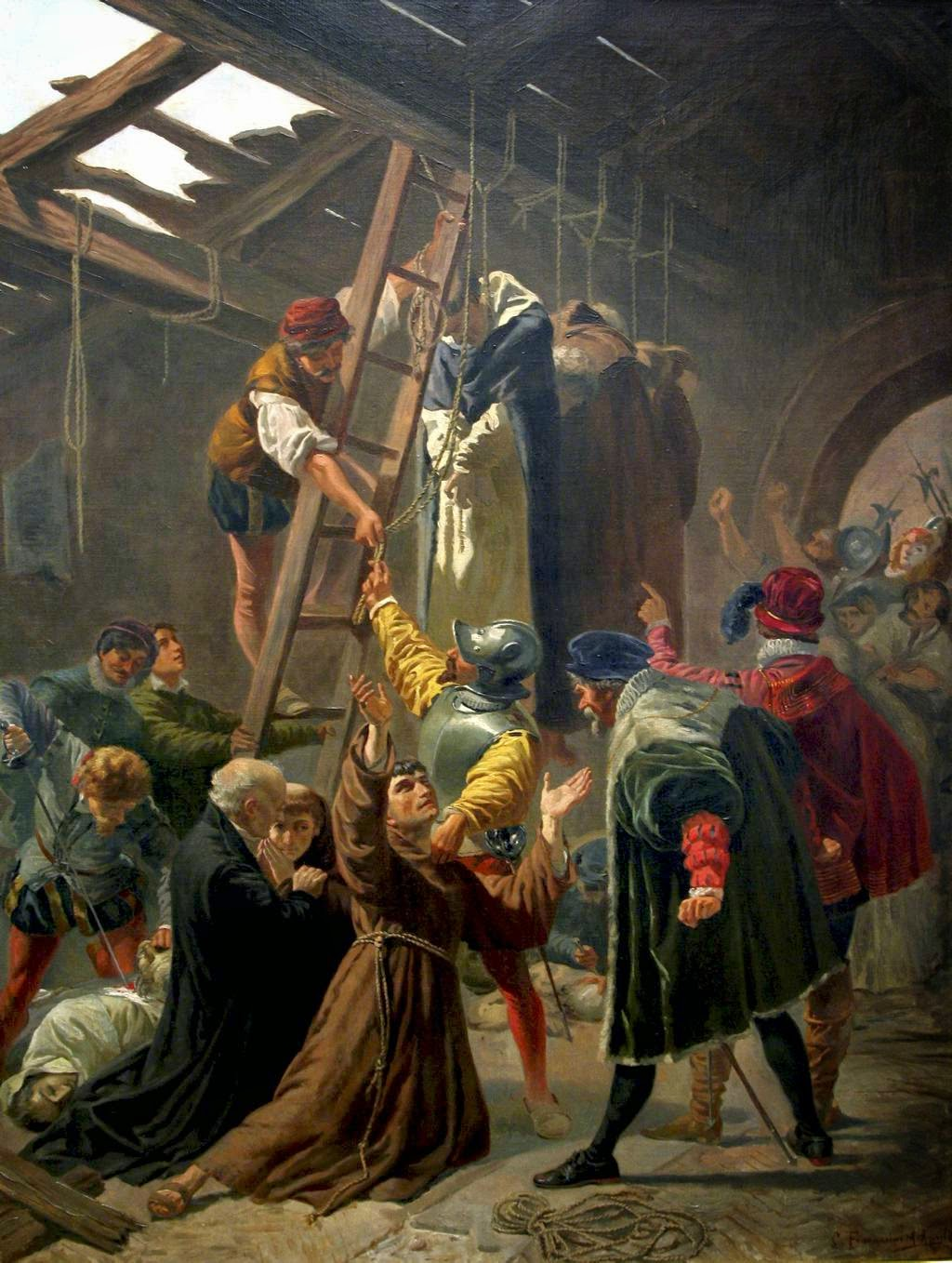
Cesare Fracassini (1838–1868): Hinrichtung der Märtyrer von Gorkum, Rom, Vatikan

Theodor van der Eem (auch Dietrich, Dirk van der Eems; * 1499 in Amersfoort, Provinz Utrecht, Niederlande; † 9. Juli 1572 in Brielle, Provinz Südholland, Niederlande) ist, als einer der Märtyrer von Gorkum, ein Heiliger der römisch-katholischen Kirche. 

## Leben
Theodor wurde als Sohn einer wohlhabenden Familie geboren. Er war für eine geistliche Laufbahn vorgesehen. Gegen den Willen seiner Eltern trat er in den Orden der Franziskaner ein. Für den Orden übernahm er die Betreuung des Tertiarinnen-Klosters der Heiligen Agnes in Gorinchem (Gorkum).
Mit dem Bildersturm von 1566 begann eine schwierige Zeit für den katholischen Klerus in den Niederlanden, die sich mit dem Achtzigjährigen Krieg (1568–1648) zuspitzte. Während der Kämpfe zwischen den überwiegend calvinistischen Geusen und den Truppen der katholischen Habsburger kam es immer wieder zu Übergriffen auf Kirchen und Priester der jeweils anderen Seite.
Den Geusen gelang am 1. April 1572 die Eroberung von Brielle und Vlissingen, im Juni 1572 fielen Dordrecht und Gorinchem. In Gorinchem verschanzten sich die katholischen Einwohner in der Festung. Erst mit der Zusicherung des freien Abzugs durch die Geusen gaben sie den Widerstand auf. Die Geusen nahmen jedoch mehrere Geistliche, unter ihnen auch Theodorus van der Eem, gefangen. Vom 26. Juni bis zum 6. Juli 1572 waren die Geistlichen in Gorinchem inhaftiert und wurden gefoltert. Danach folgte die Verlegung nach Brielle. 
Hier wurde auf Befehl von Wilhelm II. von der Mark ein Schauprozess gegen die Geistlichen durchgeführt. In der Nacht vom 8. zum 9. Juli 1572 wurden insgesamt neunzehn Geistliche, die sich weigerten dem katholischen Glauben abzuschwören, erhängt. Wilhelm von Oranien hatte inzwischen brieflich die Freilassung angeordnet, dieses wurde jedoch von Wilhelm II. von der Mark nicht befolgt.

## Kanonisation
Am 24. November 1675 wurden die neunzehn Gorkumer Märtyrer durch Papst Clemens X. seliggesprochen. Am 29. Juni 1867 folgte die Heiligsprechung durch Papst Pius IX. Die Reliquien des Theodor van der Eem werden in verschiedenen Kirchen in Belgien aufbewahrt. 
Sein Gedenktag ist der 9. Juli. Theodor wird als Franziskaner dargestellt. Seine Attribute sind ein Strick um den Hals als Hinweis auf seine Todesart und die Märtyrerpalme.